# Tiurinlinna
La colline fortifiée de Tiuri (en finnois : Tiurinlinna, en russe : Тиверский городок) est une colline fortifiée à Melnikovo dans le raïon de Priozersk  en Russie,,.

## Histoire

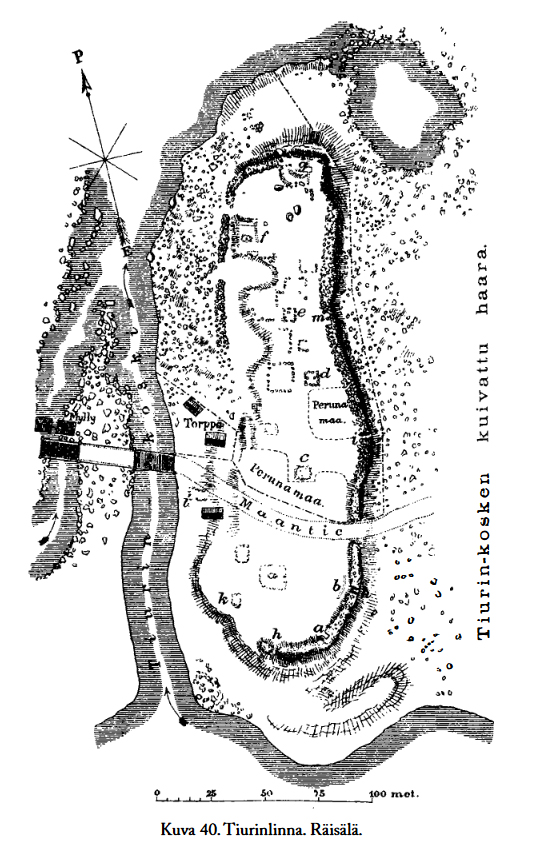
Image d'observation des ruines de Tiurinlinna de 1891 par Hjalmar Appelgren-Kivalo.

Tiurinlinna est une ancienne colinne fortifiée située sur les rives de la Vuoksi en Carélie actuellement en Russie.
La colinne fortifiée a été construite sur l'île Linnasaari a l'endroit le plus étroit de la Vuoksi, au sud-sud-est du village de Räisälä au nord-est de l'Isthme de Carélie.
Räisälä était l'un des plus anciens centres et colonies de l'Isthme de Carélie.
Des découvertes archéologiques, datant des 6e et 7e siècles, éclairent l'histoire des débuts de la Carélie.
Tiurinlinna, construit sur Linnasaari, à l'endroit le plus étroit de la Vuoksi, était un ancien et remarquable lieu de résidence, d'abri et de commerce.
Le site était autrefois une île de la rivière, qui est devenue une péninsule après 1857, près de rapides.
L'île mesurait environ 240 mètres de long et 80 mètres de large.
Cette ville unique, déjà fortifiée et habitée à l'époque payenne avant que le christianisme ne s'étende dans la région.
Hjalmar Appelgren-Kivalo estime que le château était occupé au 12ème siècle.
Le château actuel a été construit en même temps que la forteresse de Käkisalmi au 12ème ou 13ème siècle.
Selon d'autres informations, le château n'a été construit qu'au XIVe siècle.
Cette ville unique, déjà fortifiée et habitée à l'époque payenne, a été détruite lors d'une attaque surprise par des doldats suédois en 1411.
Après le paix de Pähkinäsaari (1323), Räisälä, qui appartenait à Novgorod et plus tard à l'Empire russe en tant que région frontalière du nord-ouest, a connu le même sort que les autres régions frontalières orientales au XVIIe siècle, étant un champ de bataille entre la Suède et la Russie pendant des décennies.